# Pigmento
Un pigmento —del latín pigmentum— es un material que cambia el color de la luz que refleja o transmite como resultado de la absorción selectiva de la luz según su longitud de onda (que es el parámetro determinante del color). Este proceso físico es diferente a la fluorescencia, la fosforescencia y otras formas de luminiscencia, en las cuales el propio material emite luz. Ciertos materiales absorben selectivamente ciertas ondas de luz, dependiendo de su longitud de onda. Los materiales que los seres humanos han elegido y producido para ser utilizados como pigmentos por lo general tienen propiedades especiales que los vuelven ideales para colorear otros materiales; esos pigmentos deben tener una alta fuerza teñidora relativa a los materiales que colorean; además deben ser estables en forma sólida a temperatura ambiente.
Los pigmentos son utilizados para teñir pintura, tinta, plástico, textiles, cosméticos, alimentos y otros productos. La mayoría de los pigmentos utilizados en la manufactura y en las artes visuales son colorantes secos, usualmente en forma de polvo fino. Este polvo es añadido a un vehículo o matriz, un material relativamente neutro o incoloro que actúa como adhesivo. Para aplicaciones industriales, así como artísticas, la permanencia y la estabilidad son propiedades deseadas. Los pigmentos que no son permanentes son llamados fugitivos.[cita requerida] Los pigmentos fugitivos se desvanecen con el tiempo, o con la exposición a la luz, mientras que otros terminan por ennegrecer.
Generalmente se hace distinción entre un pigmento, el cual es insoluble en el vehículo (formando una suspensión), y un tinte, el cual o es un líquido o es soluble en el vehículo (resultando en una solución). Un colorante puede ser un pigmento o un tinte dependiendo del vehículo en el que se usa. En algunos casos, un pigmento puede ser fabricado a partir de un tinte precipitando un tinte soluble con una sal metálica.
Los pigmentos han sido utilizados desde tiempos prehistóricos, y han sido fundamentales en las artes visuales a lo largo de la Historia. Los principales pigmentos naturales utilizados son de origen mineral o biológico. La necesidad de conseguir pigmentos menos costosos dada la escasez de algunos colores, como el azul, propició la aparición de los pigmentos sintéticos. A lo largo de la historia los pigmentos han tenido diferentes funciones e importancia, pero es indudable que su importancia es indiscutible.

## Base física

Una gran cantidad de ondas (colores) se encuentran con el pigmento. Este pigmento absorbe la luz verde y roja, pero refleja la azul, creando el color azul.

Los pigmentos producen sus colores debido a que selectivamente reflejan y absorben ciertas ondas luminosas. La luz blanca es aproximadamente igual a una mezcla de todo el espectro visible de luz. Cuando esta luz se encuentra con un pigmento, algunas ondas son absorbidas por los enlaces químicos y sustituyentes del pigmento, mientras otras son reflejadas. Este nuevo espectro de luz reflejado crea la apariencia del color. Por ejemplo, un pigmento azul marino refleja la luz azul, y absorbe los demás colores. Los pigmentos, a diferencia de las sustancias fluorescentes o fosforescentes, solo pueden sustraer ondas de la luz que recibe, nunca añadir nuevas.
La apariencia de los pigmentos está íntimamente ligada al color de la luz que reciben. La luz solar tiene una temperatura de color alta y un espectro relativamente uniforme, y es considerada un estándar para la luz blanca. La luz artificial, por su parte, tiende a tener grandes variaciones en algunas partes de su espectro. Vistos bajo estas condiciones, los pigmentos lucen de diferentes colores.
Los espacios de colores usados para representar colores numéricamente deben especificar su fuente de luz. Los espacios de color Lab, a menos que se indique lo contrario, asumen que la medida fue tomada bajo una fuente luminosa de tipo D65 (Daylight 6500 K), la cual tiene aproximadamente la misma temperatura de color que la luz solar.
Otras propiedades de un color, tales como su saturación o su luminosidad, pueden ser determinadas a partir de las otras sustancias que acompañan a los pigmentos. Los adhesivos y rellenos añadidos a químicos pigmentadores puros también tienen sus propios patrones de inflexión y absorción, los cuales pueden afectar el espectro final. De la misma forma, en mezclas de pigmento y adhesivo, algunos rayos de luz pueden no encontrarse con moléculas pigmentadoras, y pueden ser reflejados tal cual. Este tipo de rayos contribuyen a la saturación del color. Un pigmento puro permite que escape muy poca luz blanca, produciendo un color altamente saturado. Una pequeña cantidad de pigmento mezclado con mucho adhesivo, no obstante, tiene un aspecto insaturado y opaco debido a la gran cantidad de luz blanca que escapa.

## Grupos de pigmentos

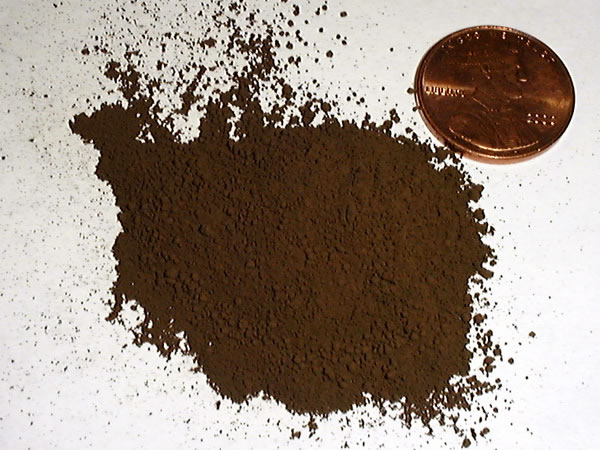
Pigmento de óxido de hierro

- Pigmentos de arsénico: Verde de París, Oropimente, Rejalgar
- Pigmentos de carbono: Negro de carbón, negro marfil, negro viña, negro de humo
- Pigmentos de cadmio: Verde de cadmio, rojo de cadmio, amarillo de cadmio, naranja de cadmio
- Pigmentos de óxidos de hierro: Caput mortuum, óxido rojo, ocre, ocre rojo, rojo veneciano
- Pigmentos de cromo: verde de cromo, amarillo de cromo
- Pigmentos de cobalto: Azul cobalto, azul cerúleo, violeta de cobalto, amarillo de cobalto
- Pigmentos de plomo: blanco de plomo, amarillo de Nápoles, rojo de plomo
- Pigmentos de cobre: Verde de París, verdigrís, azul egipcio, verde egipcio
- Pigmentos de titanio: Blanco de titanio, amarillo de titanio, negro de titanio
- Pigmentos de mercurio: Bermellón o Cinabrio
- Pigmentos de zinc: Blanco de zinc
- Pigmentos de arcilla: Siena natural, Siena tostada, sombra natural, sombra tostada, ocre
- Pigmentos biológicos: Alizarina, carmín de alizarina, añil, cochinilla, púrpura de Tiro, ftalocianina

### Pigmentos biológicos

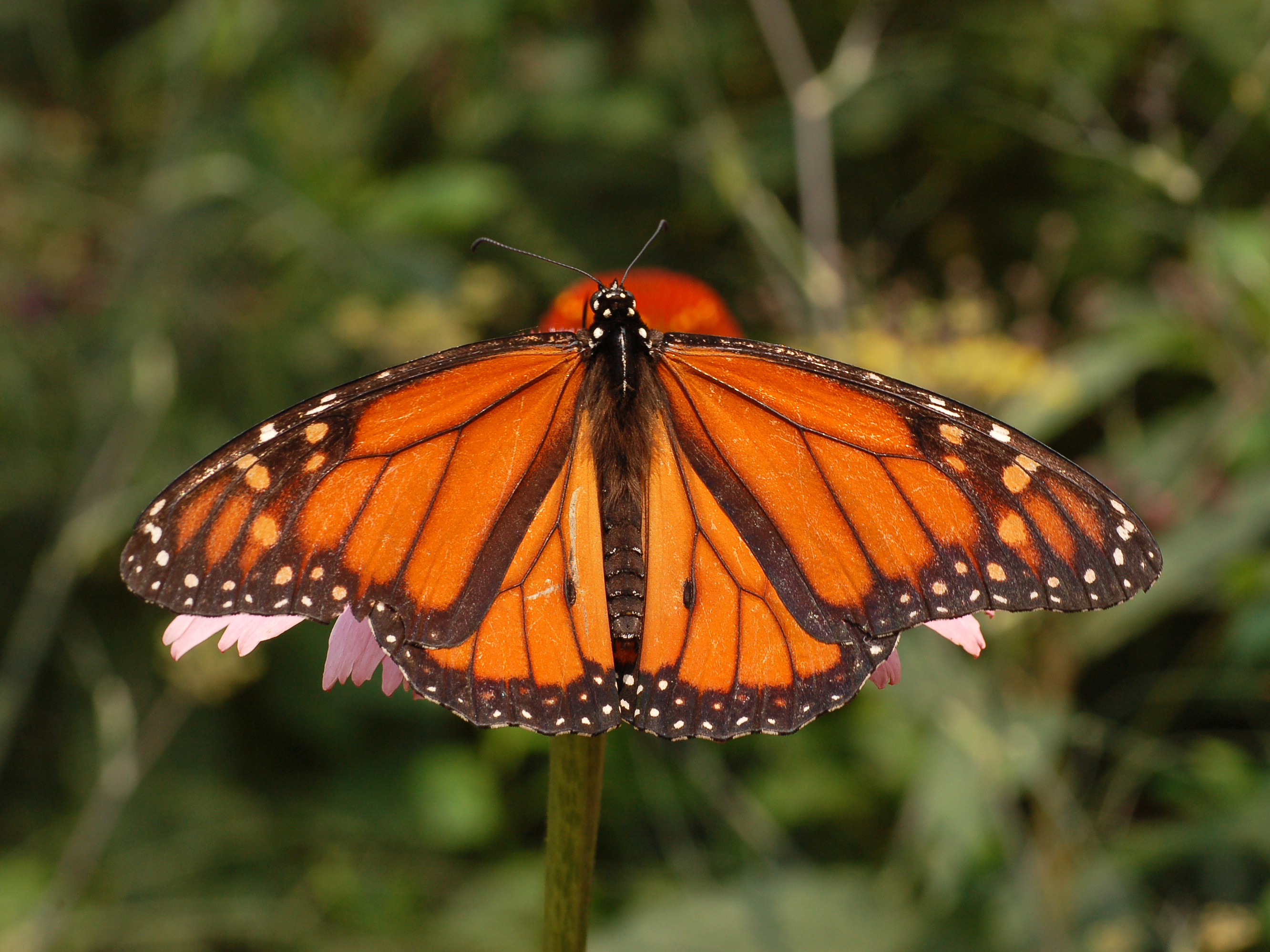
La coloración de mariposa monarca le recuerda a los potenciales depredadores que es venenosa (aposematismo). No se debe a pigmentos, sino a microestructuras repetitivas en las escamas que la recubren.

La materia viva es casi enteramente incolora, por eso para distinguir bajo el microscopio óptico las distintas estructuras celulares se requiere casi siempre tinción, es decir, el uso artificial de pigmentos, los colorantes para microscopía, que tiñen diferencialmente los detalles. 
Por otra parte, en los seres vivos se encuentra de manera natural cierta variedad de pigmentos, que cumplen funciones fundamentales:
- Pigmentos fotosintéticos, cuya función es absorber energía luminosa convirtiéndola en energía química. En las cianobacterias (algas verdeazuladas) y en los plastos eucarióticos, que derivan evolutivamente de ellas, el principal tipo de pigmento fotosintético son las clorofilas. Las clorofilas están siempre acompañadas de pigmentos auxiliares como los carotenoides o las ficobilinas. En los procariontes que no son cianobacterias la fotosíntesis no depende de clorofilas, sino de pigmentos distintos llamados bacterioclorofilas.
- Pigmentos fotosensibles, cuya función es detectar la luz, ofreciendo al organismo información útil para dirigir su desplazamiento u otros comportamientos. Muchos protistas unicelulares tienen para ello una mancha ocular. En los animales, salvo en algunos de los más sencillos o de los sésiles, suelen existir, salvo pérdida secundaria, órganos visuales muy variados llamados ojos, capaces de distinguir simultáneamente las diferencias de la luz recibida desde distintas direcciones. En la retina, o parte equivalente, de un ojo, hay células dotadas de pigmentos, que en este caso son proteínas conjugadas situadas en la membrana de las células retinianas, que contienen una parte que es un carotenoide, emparentado con los que en la fotosíntesis pueden cooperar con las clorofilas.
- Pigmentos fotoprotectores. Son moléculas que protegen a la materia viva de los efectos lesivos de la luz ultravioleta. En los animales vertebrados los más importantes son las melaninas, una familia de pigmentos derivados de aminoácidos, que confieren a la piel, y a formaciones tegumentarias como los pelos y las plumas, colores que van del ocre al negro. El albinismo es un trastorno que afecta al nivel de producción de melanina en los animales. En las plantas la misma función la realizan sustancias diversas, especialmente flavonoides, incluidas las antocianinas y antocianidinas, y probablemente las betalaínas.
- Visibilidad. En los organismos que interaccionan con animales, incluidos otros animales de la misma o de distinta especie, es útil producir cierta imagen, para lo que los pigmentos distribuidos por la superficie corporal pueden ser fundamentales, interviniendo en fenómenos como el mimetismo, el camuflaje o el aposematismo. Muchas plantas atraen animales para la polinización gracias a los colores aposemáticos de los pétalos y otras partes de sus flores; o atraen a los animales para dispersión zoócora de sus semillas por medio de colores llamativos en sus frutos. Los animales hacen lo mismo para la atracción sexual y el cortejo; o para el alarde durante el comportamiento territorial. La coloración de los animales sólo a veces depende de pigmentos; en otros casos los colores son estructurales, y se producen por interferencia, gracias a estructuras microscópicas repetitivas que reflejan de distinta manera los distintos colores, el mismo fenómeno que produce irisaciones en la cara inferior de un disco óptico (un CD o un DVD); el plumaje de las aves o las alas de las mariposas suelen deber sus colores vivos a este fenómeno, no a la presencia de pigmentos.
- Pigmentos respiratorios. Son sustancias cuya afinidad por el oxígeno es aprovechada en animales para transportarlo, como hacen las hemoglobinas y las hemocianinas, o para retenerlo, como ocurre con las mioglobinas. Están presentes principalmente en los líquidos circulatorios, por ejemplo la sangre de los vertebrados, de los animales que no pueden conformarse con la difusión pasiva desde la superficie corporal o los órganos respiratorios, porque tienen un tamaño no minúsculo y una tasa metabólica alta.
- Termorregulación. Los animales ectotermos («de sangre fría») dependen para su temperatura de la del exterior, y algunos pueden controlar, además de su posición u orientación respecto al sol, la intensidad de su pigmentación, haciéndose más oscuros cuando necesitan calentarse.

## Historia
Los pigmentos que se producen naturalmente, como los ocres y los óxidos de hierro, han sido usados como colorantes desde la era prehistórica. Los arqueólogos han hallado evidencias de que los humanos primitivos utilizaban pintura para fines estéticos, como la decoración de su cuerpo. Se han hallado pigmentos y herramientas relacionadas que se cree tienen entre 350 000 y 400 000 años de antigüedad en una cueva en Twin Rivers, cerca de Lusaka, Zambia.

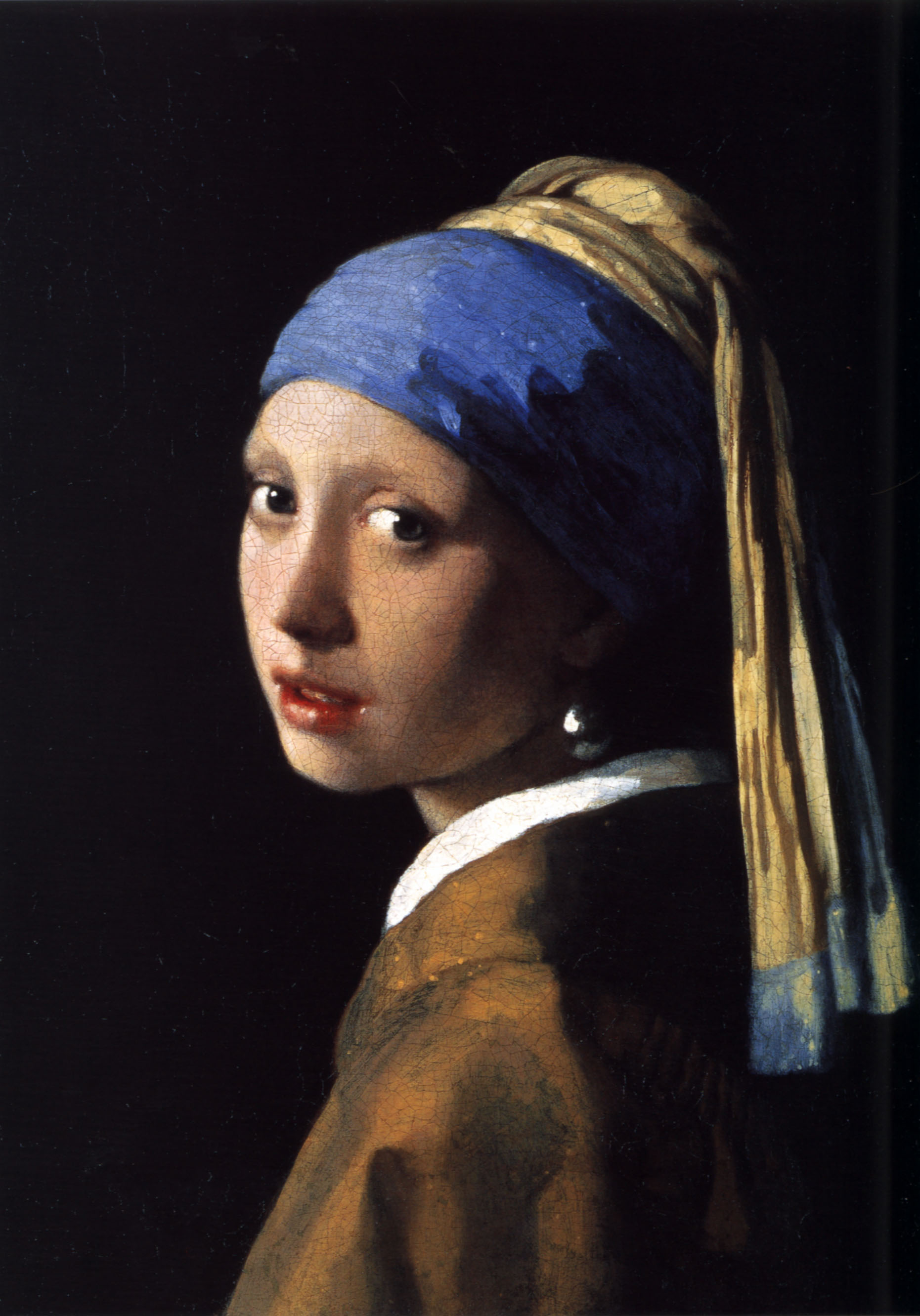
La joven de la perla por Johannes Vermeer (c. 1665).

Antes de la Revolución industrial la variedad de colores disponibles para el arte y otros usos decorativos era técnicamente limitada. La mayoría de los pigmentos usados eran pigmentos terrestres y minerales o de origen biológico. También eran recolectados y comerciados pigmentos de fuentes inusuales como sustancias botánicas, deshechos animales, insectos y moluscos. Algunos colores eran difíciles o imposibles de preparar con los pigmentos disponibles. El azul y el púrpura eran asociados con la realeza debido a su alto coste.
Los pigmentos biológicos por lo general eran difíciles de adquirir, y los detalles de su producción eran mantenidos en secreto por los fabricantes. La púrpura de Tiro es un pigmento producido a partir de la mucosa de una de las muchas especies de caracoles del género Murex. La producción de la púrpura de Tiro para ser utilizada como tinte comenzó desde por lo menos el año 1200 a. C. con los fenicios, y fue continuada por los griegos y romanos hasta 1453, año de la caída de Constantinopla. El pigmento era caro y difícil de producir, y los objetos teñidos con él eran sinónimo de poder y riqueza. El historiador griego Teopompo, quien vivió en el siglo IV a. C., dijo que "el púrpura para tintes valía su peso en plata en Colofón [en Asia Menor]".
También eran utilizados y comerciados pigmentos minerales. La única forma de conseguir un azul fuerte y brillante era usando una piedra semipreciosa, el lapislázuli, con la cual se producía un pigmento conocido como azul ultramar. No obstante, las mejores fuentes de lapislázuli eran remotas. El pintor flamenco Jan van Eyck (siglo XV) generalmente no empleaba azul en sus obras. Encargar un retrato en el que se utilizara azul marino se consideraba un gran lujo. Si un cliente deseaba azul, debía pagar extra. Cuando Van Eyck usaba lapislázuli, nunca lo mezclaba con otros colores, sino que lo aplicaba en su forma pura, casi como un glaseado decorativo. El precio prohibitivo del lapislázuli forzó a los artistas a buscar pigmentos alternativos menos caros, tanto minerales (azurita) como biológicos (índigo).
El descubrimiento del Nuevo Mundo por parte de España en el siglo XVI introdujo nuevos pigmentos y colores en las culturas de los pueblos de ambos lados del Atlántico. El carmín, un tinte y pigmento derivado de un insecto parasitario que puede ser hallado en Centro y Sudamérica, alcanzó gran valor en Europa. Producido a partir de cochinillas secadas y trituradas, el carmín podía ser utilizado en tintes de fábrica, pintura para el cuerpo o en forma sólida, en casi cualquier tipo de pintura o cosmético.

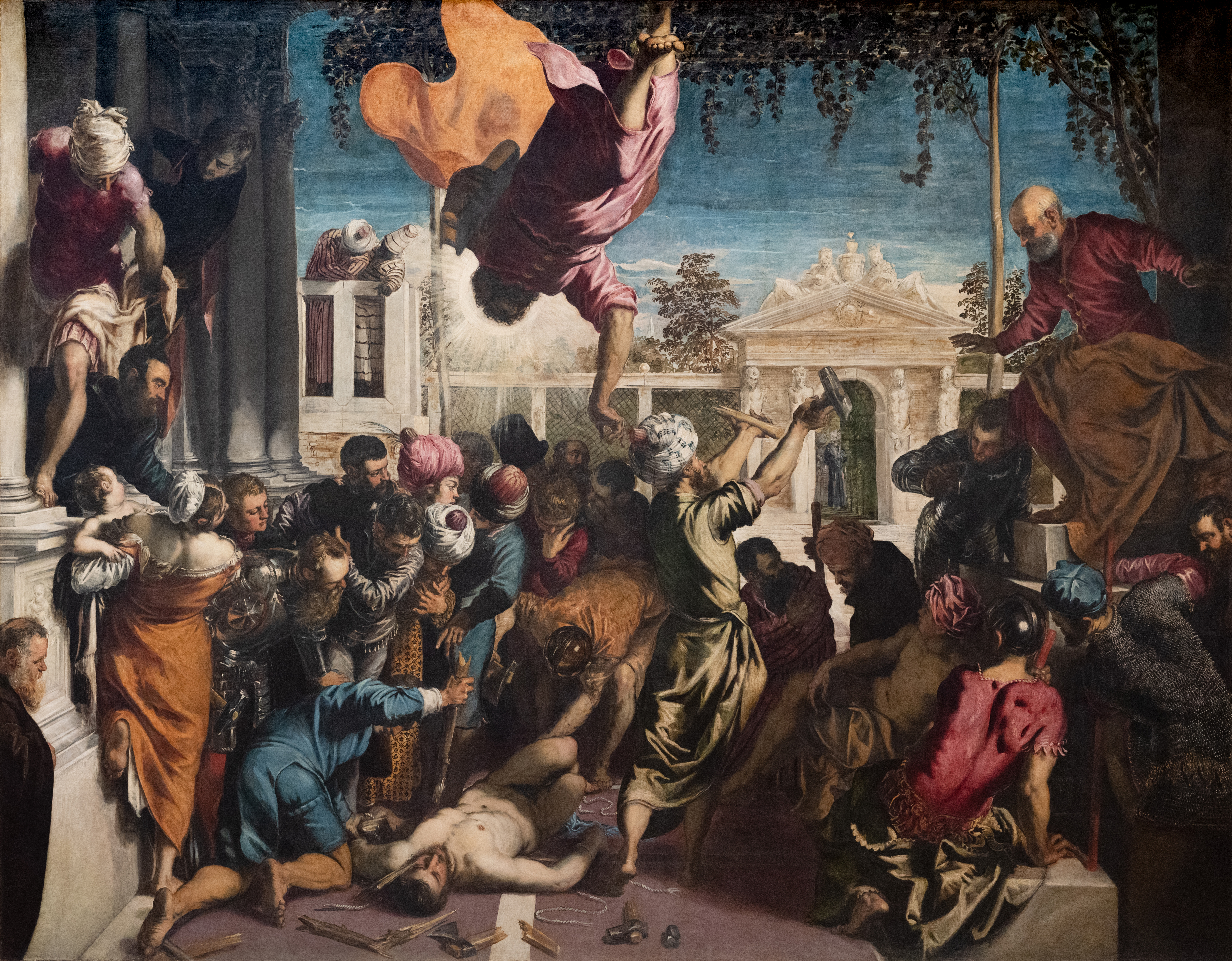
San Marcos liberando al esclavo de Tintoretto (c. 1548). Hijo de un teñidor, Tintoretto usó el pigmento rojo carmín, derivado de la cochinilla, para producir dramáticos efectos de color.

Los nativos de Perú habían producido tintes para textiles a partir de cochinilla desde por lo menos el año 700, pero los europeos jamás habían visto el color. Cuando los españoles invadieron el Imperio azteca en lo que hoy en día es México, rápidamente explotaron el color para tener nuevas oportunidades comerciales. El carmín se convirtió en la segunda exportación más valiosa de la región después de la plata. Los pigmentos producidos a partir de la cochinilla les dieron a los cardenales de la Iglesia católica sus características vestimentas de intenso color y a los casacas rojas ingleses sus distintivos uniformes. La verdadera fuente del pigmento, un insecto, fue mantenida en secreto hasta el siglo XVIII, cuando los biólogos la descubrieron.
Mientras que el carmín era popular en Europa, el azul permaneció como un color exclusivo, asociado con la riqueza y el prestigio. El pintor del siglo XVII Johannes Vermeer frecuentemente realizaba un lujoso uso de lapislázuli, junto con carmín y amarillo indio, en sus coloridas pinturas.

### Desarrollo de pigmentos sintéticos
Los primeros pigmentos conocidos fueron los minerales naturales. Los óxidos de hierro producen una amplia variedad de colores y se les puede encontrar en muchas pinturas rupestres del Paleolítico y el Neolítico. Dos ejemplos son el ocre rojo (Fe2O3) y el ocre amarillo (Fe2O3.H2O). El carbón vegetal, o negro carbón, también ha sido usado como pigmento negro desde la Prehistoria.
Dos de los primeros pigmentos sintéticos fueron el blanco de plomo (carbonato de plomo, (PbCO3)2Pb(OH)2) y la frita azul (azul egipcio). El blanco de plomo se produce al combinar plomo con vinagre (ácido acético, CH3COOH) en presencia de dióxido de carbono (CO2). La frita azul es silicato de calcio cobre y fue fabricada a partir de un cristal coloreado con un mineral de cobre, como la malaquita. Estos pigmentos fueron usados desde al menos el II milenio a. C.
Las revoluciones industrial y científica propiciaron una gran expansión en la gama de pigmentos sintéticos, que son fabricados o refinados a partir de sustancias naturales, disponibles tanto para fines comerciales como para la expresión artística.

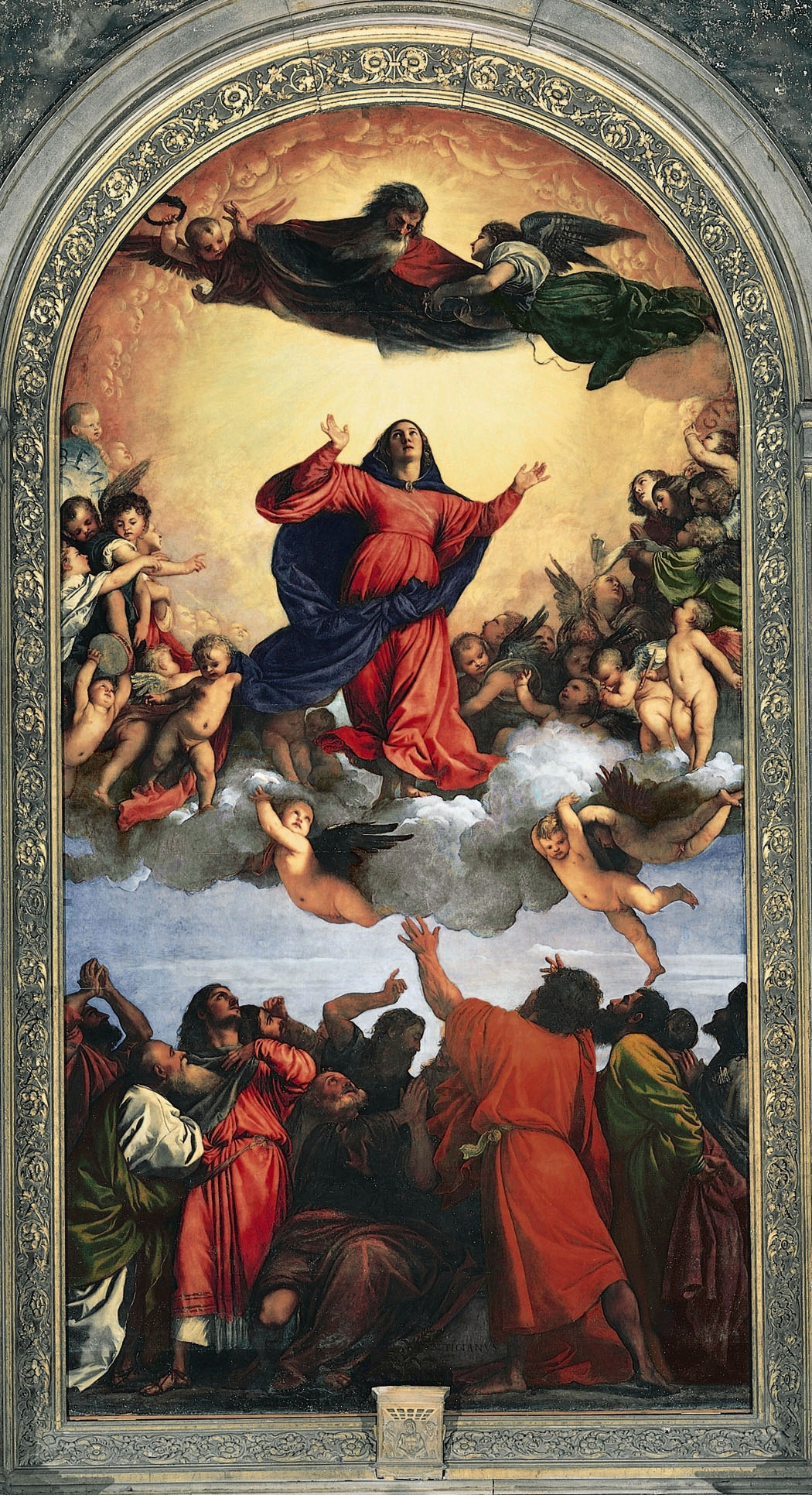
Tiziano utilizó el pigmento histórico bermellón para producir los tonos rojos en el fresco Asunción de María, terminado c. 1518.

Debido al costo del lapislázuli, se hicieron muchos intentos por encontrar un pigmento azul menos costoso. El azul de Prusia fue el primer pigmento sintético moderno, descubierto por accidente en 1704. A principios del siglo XIX a las variedades existentes de azules se habían añadido pigmentos azules sintéticos y metálicos, entre ellos el ultramarino francés, una forma sintética del lapislázuli, y las diversas formas de azul cobalto y cerúleo. A comienzos del siglo XX, con la química orgánica se añadió el azul ftalo, un pigmento orgánico sintético con un enorme poder teñidor.
Los descubrimientos científicos en cuanto a colores crearon nuevas industrias y produjeron cambios en la moda y los gustos. El descubrimiento en 1856 del púrpura de Perkin, el primer tinte de anilina, sentó las bases para el desarrollo de cientos de tintes y pigmentos sintéticos. Este tinte fue descubierto por un químico de 18 años de edad llamado William Perkin, quien explotó su descubrimiento en la industria y se hizo rico. Su éxito atrajo a una generación de seguidores, ya que jóvenes científicos entraron al campo de la química orgánica para obtener logros semejantes. En las últimas décadas del siglo XIX, textiles, pinturas y otros artículos en colores como rojo, carmesí, azul y púrpura se fueron haciendo asequibles.
El desarrollo de pigmentos y tintes químicos ayudó a traer prosperidad industrial a Alemania y otros países del norte de Europa, pero provocó disolución y declive en otros lugares. En el antiguo Imperio español en el Nuevo Mundo, la producción de colores de cochinilla empleaba a miles de trabajadores mal pagados. El monopolio español en esta producción había válido una fortuna hasta comienzos del siglo XIX, cuando la Guerra de Independencia de México y otros cambios en el comercio interrumpieron la producción. La química orgánica le dio el golpe final a la industria de la cochinilla. Cuando los químicos crearon sustitutos baratos para el carmín, la industria y su estilo de vida cayeron en picado.

### Nuevas fuentes para pigmentos históricos

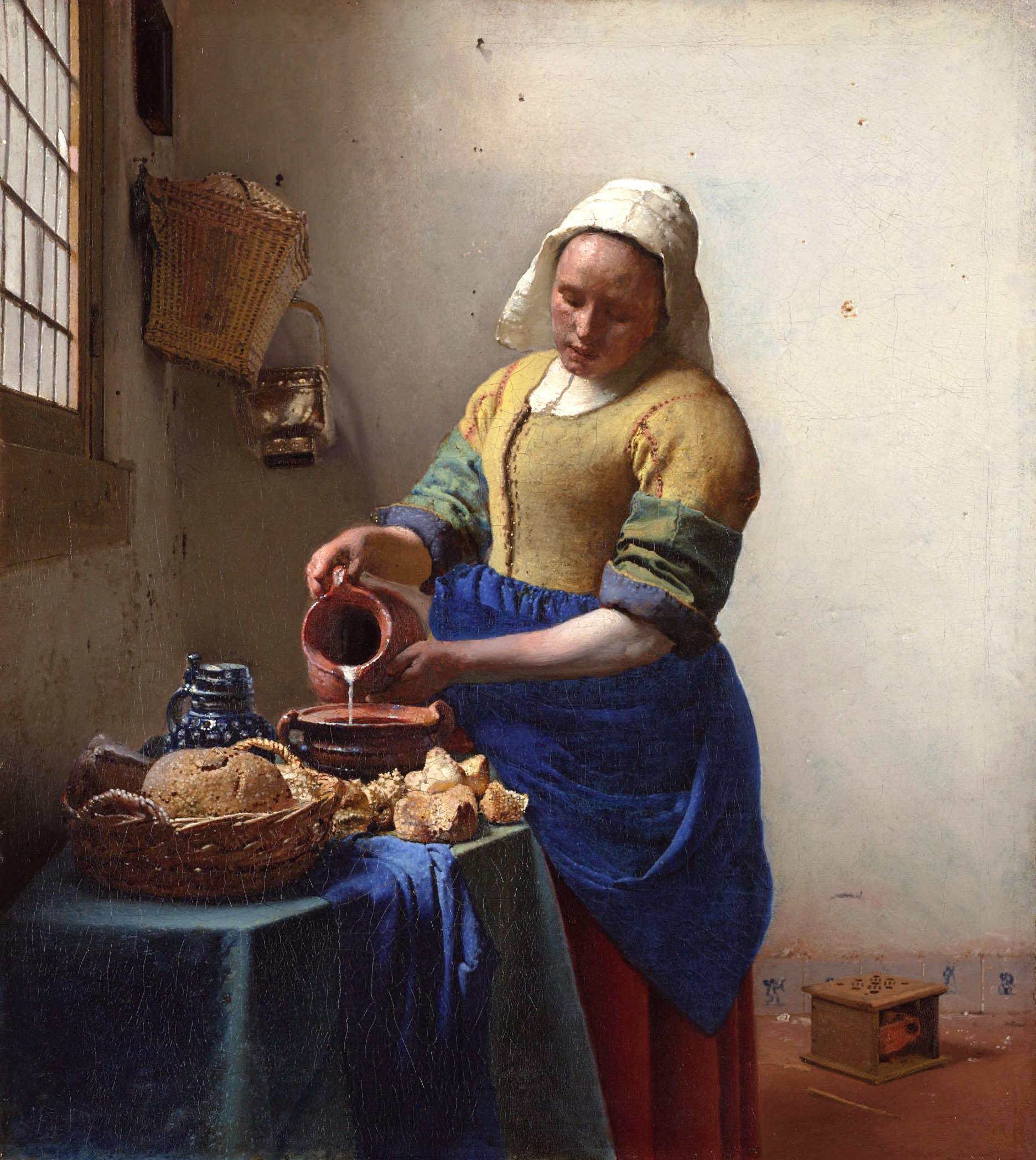
La lechera de Johannes Vermeer (c. 1658). Vermeer era atrevido en su elección de pigmentos costosos, incluyendo amarillo indio, lapislázuli y carmín, como se muestra en esta colorida obra.

Antes de la Revolución industrial, muchos pigmentos eran conocidos por el lugar en el que se producían. Pigmentos basados en minerales y arcillas por lo general ostentaban el nombre de la ciudad o región en donde eran obtenidos estos elementos. El siena natural y el siena tostada provenían de Siena, Italia, mientras que el sombra natural y el sombra tostada venían de Umbría. Estos pigmentos se encontraban entre los más sencillos de sintetizar, no obstante, los químicos han creado colores modernos basados en los originales que son más consistentes que los colores obtenidos de las minas, aunque estos nuevos pigmentos han conservado sus nombres históricos.
En algunos   casos el nombre original ha cambiado su significado al aplicarse un nombre histórico a un color moderno popular. Por convención, un pigmento contemporáneo que reemplace a un pigmento histórico es indicado llamándole tinte al color resultante, pero los fabricantes no siempre mantienen esta distinción. Los siguientes ejemplos ilustran la naturaleza cambiante de los nombres de pigmentos históricos:
- El amarillo indio se presume que originalmente fue producido recolectando orina de ganado alimentado únicamente con hojas de mango. Los pintores neerlandeses y flamencos de los siglos XVII y XVIII apreciaban el pigmento por su luminosidad. El tinte moderno de amarillo indio es una mezcla de pigmentos sintéticos y se comercializa con el nombre de amarillo azoico.[11]
- El azul ultramar, originalmente obtenido de la piedra semipreciosa llamada lapislázuli, ha sido reemplazado por un pigmento sintético moderno más barato producido a partir de silicato de aluminio con impurezas de azufre. Al mismo tiempo, el azul real, otro nombre alguna vez dado a tintes producidos a partir de lapislázuli, ha evolucionado para convertirse en un color mucho más claro y brillante, y generalmente es fabricado mezclando azul ftalo y dióxido de titanio, o a partir de tintes azules baratos. Ya que el azul marino sintético es químicamente idéntico al lapislázuli no se usa la designación de tinte. El azul francés, otro nombre histórico para el azul ultramar, fue adoptado por la industria textil como nombre de color en los años 1990 y fue aplicado a un tono de azul que no tiene nada en común con el pigmento histórico conocido como azul marino francés.
- El bermellón, un compuesto tóxico de mercurio apreciado por su tonalidad roja-naranja oscura por pintores como Tiziano, ha sido reemplazado por pigmentos sintéticos inorgánicos. Aunque la pintura bermellón genuina todavía puede ser conseguida para obras de bellas artes y de restauración de obras de arte, pocos fabricantes lo producen, debido a cuestiones legales. De igual forma, pocos artistas lo compran, ya que ha sido desplazado por pigmentos modernos que son más baratos y menos tóxicos, así como menos reactivos con otros pigmentos. Como resultado, el bermellón genuino casi no existe. Los colores modernos de bermellón son oficialmente llamados tintes bermellones para distinguirlos del bermellón genuino.

## Estándares industriales y de manufactura

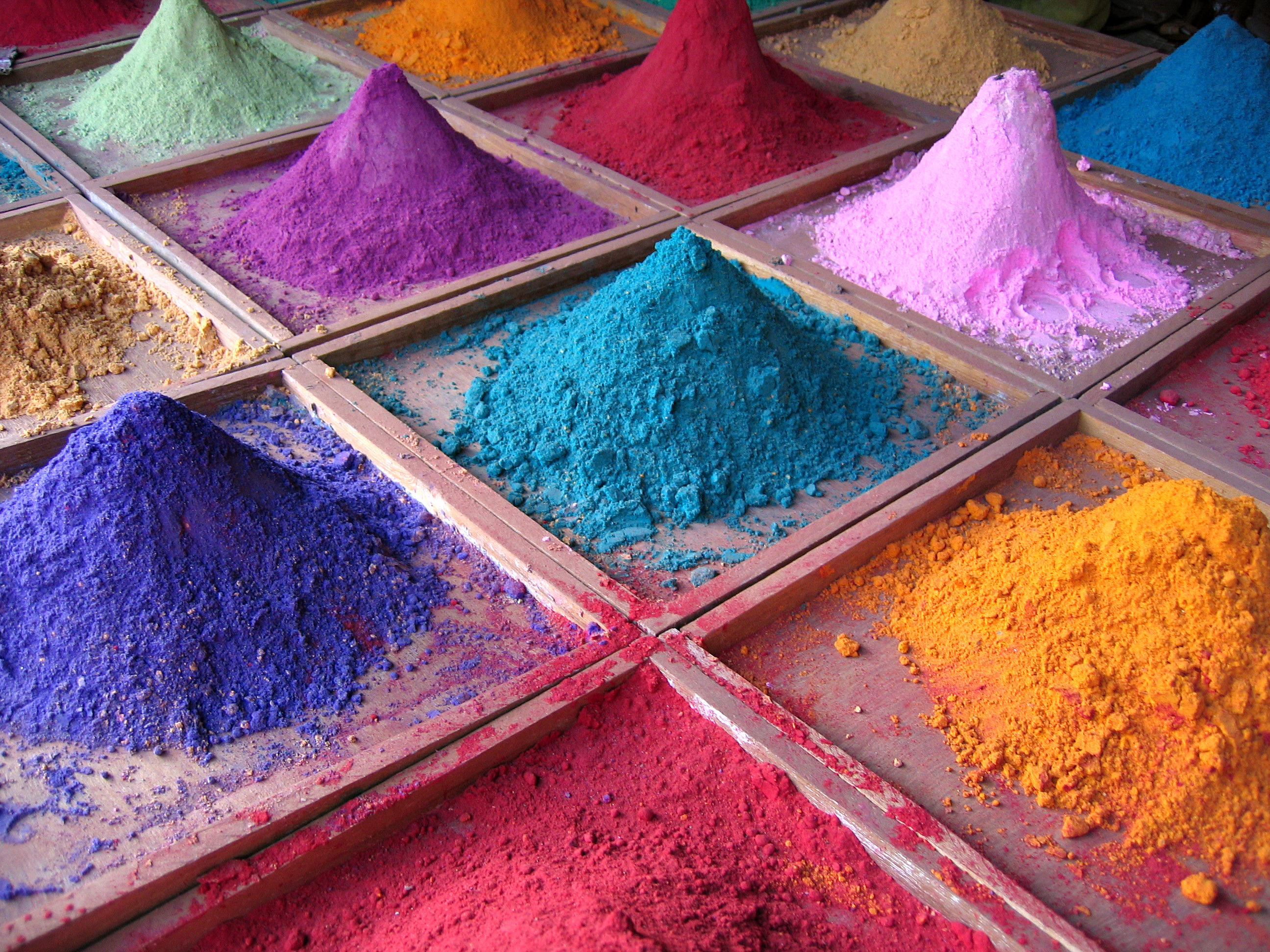
Pigmentos a la venta en un mercado de Goa, India

Antes del desarrollo de los pigmentos sintéticos y del refinamiento de las técnicas de obtención de pigmentos minerales la industria era generalmente inconsistente. Con el desarrollo de la industria moderna los fabricantes y profesionales han cooperado para crear estándares internacionales para identificar, producir, medir y probar los colores.
Publicado en 1905, el sistema de color de Munsell se convirtió en la base de una serie de modelos de colores que proporcionó métodos objetivos para la medición del color. El sistema Munsell describe un color en tres dimensiones: tinte, valor (luminosidad) y saturación (pureza del color), donde la saturación es la diferencia con el gris de un tinte y valor dados.
A mediados del siglo XX existían métodos estandarizados para la química de los pigmentos, parte de un movimiento internacional para crear tales estándares en la industria. La Organización Internacional para la Estandarización (ISO, por sus siglas en inglés) desarrolla estándares técnicos para la manufactura de pigmentos y tintes. Los estándares ISO que se relacionan con todos los pigmentos son los siguientes:
- ISO-787 Métodos generales de prueba para pigmentos
- ISO-8780 Métodos de dispersión para valoración de características de dispersión

Otros estándares ISO pertenecen a clases o categorías particulares de pigmentos, basados en su composición química, tales como los pigmentos azul marino, dióxido de titanio, óxidos de hierro y así sucesivamente.
Muchos fabricantes de pinturas, tintas, textiles, plásticos y colores han adoptado voluntariamente el Índice Internacional de Colorantes (CII, por sus siglas en inglés) como un estándar para identificar los pigmentos que usan en la manufactura de ciertos colores. Publicado en 1925 y ahora publicado conjuntamente en la red por la Sociedad de Teñidores y Coloristas (Reino Unido) y la Asociación Estadounidense de Químicos Textiles y Coloristas (Estados Unidos), este índice es reconocido internacionalmente como la referencia oficial para colorantes. Abarca más de 27 000 productos bajo más de 13 000 nombres de colores.
En el esquema del CII, cada pigmento tiene un número que lo identifica químicamente, sin importar sus nombres históricos o comerciales. Por ejemplo, el azul ftalo ha sido conocido con diversos nombres desde su descubrimiento en los años 1930. En gran parte de Europa, este color es conocido como azul helio, o con un nombre comercial como azul Windsor. Una marca estadounidense fabricante de pintura, Grumbacher, registró una forma de escritura alternativa (azul Thalo) como marca registrada. El CII resuelve todos estos conflictos históricos, genéricos y comerciales para que los fabricantes y consumidores puedan identificar el pigmento (o tinte) usado en un producto en particular. En el CII, todos los pigmentos de azul ftalo son designados por un número que puede ser PB15 o PB16, abreviatura de pigment blue 15 (pigmento azul 15) y pigment blue 16 (pigmento azul 16). Las dos formas de azul ftalo, PB15 y PB16, tienen pequeñas variaciones en su estructura molecular que producen un azul ligeramente más verdoso.

## Cuestiones científicas y técnicas
La selección de un pigmento para una aplicación en particular es determinada por su costo y por las propiedades y atributos físicos del propio pigmento. Por ejemplo, un pigmento que sea usado para colorear cristal debe tener muy alta estabilidad térmica a fin de resistir al proceso de manufactura; por otro lado, suspendido en el vehículo de cristal, su resistencia a materiales ácidos o alcalinos no es tan importante. En la pintura artística, la estabilidad térmica es menos importante, mientras que la resistencia a la exposición a la luz y la toxicidad son cuestiones trascendentes.
Los siguientes son algunos atributos de los pigmentos que determinan su idoneidad para ciertos procesos de manufactura y aplicaciones:
| - Estabilidad térmica - Toxicidad - Poder teñidor - Resistencia a la exposición a la luz | - Dispersión - Opacidad o transparencia - Resistencia a álcalis y ácidos - Reacciones e interacciones entre pigmentos |

## Reproducciones
Los pigmentos puros reflejan la luz de una forma muy específica que no puede ser imitada con precisión por los emisores de luz de un monitor de computadora. Sin embargo, al hacer cuidadosas medidas de pigmentos, pueden hacerse aproximaciones. El sistema de Munsell provee una buena explicación conceptual de lo que falta. Munsell elaboró un sistema que proporciona una medida de color objetiva en tres dimensiones: tinte, valor (o luminosidad) y saturación. Las visualizaciones en computadora en general son incapaces de mostrar la verdadera saturación de muchos pigmentos, pero el tinte y la luminosidad pueden ser reproducidos con relativa precisión. No obstante, cuando la gamma de una visualización en computadora se desvía del valor de referencia, el tinte también se vuelve sistemáticamente predispuesto.
Las siguientes aproximaciones asumen un aparato reproductor en gamma 2.2, usando el espacio de color sRGB. Cuanto más un aparato se desvía de estos estándares, menos precisas serán estas reproducciones. Las reproducciones se basan en las medidas promedio de varios grupos de pinturas de agua con un solo pigmento, convertidos del espacio de color Lab al espacio de color sRGB para ser vistos en una pantalla de computadora. Diferentes marcas y variantes del mismo pigmento pueden variar en color. Además, los pigmentos tienen intrínsecamente complejos espectros reflejantes que cambian radicalmente su color dependiendo del espectro de la fuente luminosa; esta propiedad se conoce como metamerismo. Medidas de muestras de pigmentos solo darán aproximaciones de su verdadera apariencia bajo una fuente de iluminación específica. Los sistemas de visualización computacionales usan una técnica llamada adaptación cromática para emular la temperatura de color correlacionada de fuentes luminosas, y no puede reproducir perfectamente las intrincadas combinaciones espectrales vistas originalmente. En muchos casos el color percibido de un pigmento cae fuera del gamut de la visualización de la computadora y un método llamado localización del gamut es utilizado para aproximar la verdadera apariencia. La localización del gamut compensa la luminosidad, tinte o saturación para producir el color en la pantalla, dependiendo de la prioridad elegida en el intento de conversión.
| #990024      | PR106 - #E34234     | #FFB02E        | PB29 - #003BAF | PB27 - #0B3E66 |
| ------------ | ------------------- | -------------- | -------------- | -------------- |
|              |                     |                |                |                |
| Rojo de Tiro | Bermellón (genuino) | Amarillo indio | Azul Ultramar  | Azul de Prusia |